# Eulerova funkcija
Eulerova funkcija je funkcija koja svakom prirodnom broju {\displaystyle n} pridružuje broj relativno prostih brojeva s {\displaystyle n} koji su manji od {\displaystyle n} (ili jednaki kada je {\displaystyle n=1}). Označavamo ju s {\displaystyle \varphi {(n)}}.
Primjerice, vrijedi {\displaystyle \varphi (2)=1,\varphi (6)=2,\varphi (11)=10,} itd.
Uočimo da je {\displaystyle \varphi (1)=1,\varphi (p)=p-1} gdje je {\displaystyle p} bilo koji prosti broj.
Skup relativno prostih brojeva s {\displaystyle n} u {\displaystyle \{1,2,...n\}} označavat ćemo sa {\displaystyle S_{n}}.
Ovu je funkciju 1763. uveo znameniti švicarski matematičar Leonhard Euler.

## Osnovna svojstva
▪Eulerova funkcija je multiplikativna, odnosno vrijedi {\displaystyle \varphi {(1)}=1} te {\displaystyle \varphi {(mn)}=\varphi (m)\varphi (n)},
▪{\displaystyle \varphi (p^{\alpha })=p^{\alpha }-p^{\alpha -1},}
▪ Vrijedi {\displaystyle \varphi (n)=n\prod _{p\mid n}\left(1-{\frac {1}{p}}\right),}
▪ Vrijedi {\displaystyle \sum _{d\mid n}\varphi (d)=n} (Gaussova lema o Eulerovoj funkciji).

## Struktura skupaSn{\displaystyle S_{n}}
Uzmimo {\displaystyle n=20.} Navodimo skup {\displaystyle S_{20}} relativno prostih brojeva s 20 manjih od 20:
{\displaystyle S_{20}=\{1,3,7,9,11,13,17,19\}.}
Uočimo da je {\displaystyle 1+19=3+17=7+13=9+11=20.}
Pretpostavljamo da struktura skupa {\displaystyle S_{n}=\{k_{1}=1,k_{2},...,k_{r}=n-1\}} ima sljedeću invarijantu: {\displaystyle k_{i}+k_{n-i}=n,\forall i=1,2,...,r.}
Sada ćemo tvrdnju ovog naslućivanja i dokazati. Neka je {\displaystyle k\in \mathbb {N} } takav da {\displaystyle M(k,n)=1.} Želimo pokazati da je tada nužno {\displaystyle M(n-k,n)=1.} Pretpostavimo da je {\displaystyle M(n-k,n)=d>1.} To bi značilo da {\displaystyle d|n,d|n-k.} Da bi izraz {\displaystyle n-k} bio djeljiv s {\displaystyle d} mora biti {\displaystyle d|k.} To povlači {\displaystyle d=1,} što je i trebalo dokazati.
Zato je za {\displaystyle n\geq 3} kardinalnost skupova {\displaystyle S_{n}} paran broj, a znamo da je {\displaystyle \varphi (1)=\varphi (2)=1.}

### Dodatna svojstva djeljivosti elemenata skupaSn{\displaystyle S_{n}}
Isto tako, treba uočiti da vrijedi sljedeće.

#### Ako jen{\displaystyle n}paran
Ako je dakle {\displaystyle n=2k}, tada je razlika bilo koja dva člana skupa {\displaystyle S_{2n}} paran broj. Ovo slijedi iz činjenice da je očito svaki element skupa {\displaystyle S_{2n}} neparan. Primjerice {\displaystyle S_{10}=\{1,3,7,9\}} te {\displaystyle S_{12}=\{1,5,7,11\}}.

#### Ako jen{\displaystyle n}neparan
Ako je pak {\displaystyle n=2k+1}, primijetimo da razlike elemenata skupa {\displaystyle S_{2n}} ne moraju nužno sve biti parne, ali s druge strane {\displaystyle k,k+1} su članovi skupa {\displaystyle S_{2n}} (pa je njihova razlika najmanji neparni broj, broj {\displaystyle 1}), tj. mora biti {\displaystyle M(2k+1,k)=M(2k+1,k+1)=1.} Naime, iz {\displaystyle M(k+(k+1),k)=d} slijedi {\displaystyle d|k+1}. No, kako {\displaystyle d|k,d|k+1} slijedi {\displaystyle d=1} jer je {\displaystyle M(k,k+1)=1}. (1) 
Svojstvo {\displaystyle M(2k+1,k+1)=1} je ekvivalento s {\displaystyle M(2k+1,2k+1-k)=1} pa, zbog (1), ono vrijedi. Primjer ovakvog skupa bio bi {\displaystyle S_{9}=\{1,2,4,5,7,8\}} te primjerice {\displaystyle S_{15}=\{1,2,4,7,8,11,13,14\}}.